# Resident Evil (Computerspiel, 2002)
Resident Evil, in Japan als Biohazard (jap. バイオハザード, trans. Baiohazādo bekannt; auch Resident Evil Archives genannt) ist ein 2002 erschienenes Computerspiel von Capcom. Es handelt sich um ein Remake des gleichnamigen Spiels von 1996 für Nintendo GameCube, später auch für Wii und Switch.

## Handlung
Das Spiel spielt in einem alten Herrenhaus, das Spencer-Anwesen genannt wird. Das Herrenhaus liegt in einem Wald namens Raccoon Forest. Der Wald liegt in der Nähe der Kleinstadt Raccoon City. Dort entwickelt der Pharmakonzern Umbrella Corporation das sogenannte T-Virus, durch den der Wirt nach seinem Tod bereits nach kürzester Zeit mutiert und nur noch seinem Urinstinkt folgt, dem Fressen. Durch eine beschleunigte Zersetzung bewirkt das Virus, dass seine Opfer zu lebenden Toten werden. Als ultimativer Test wird die Belegschaft des Herrenhauses und des in ihm befindlichen Labors unwissentlich infiziert.
Einige mit dem T-Virus infizierte Versuchstiere sind ausgebrochen und haben auf der Suche nach Nahrung Jagd auf ahnungslose Menschen im umliegenden Raccoon Forest gemacht und diese getötet. Nachdem einige verstümmelte Leichen gefunden worden sind, wird das Bravo-Team des Spezialkommandos S.T.A.R.S. (Special Tactics And Rescue Service) entsandt, um für Aufklärung zu sorgen. Doch es kommt zu einem Unfall: Ihr Hubschrauber stürzt ab, und das Alpha-Team muss zur Rettung ausrücken. Dies ermöglicht der Umbrella Corporation einen weiteren Testlauf um so die wahre Stärke des T-Virus zu testen.
Der Spieler kann zwischen Jill Valentine oder Chris Redfield wählen, damit das Verschwinden des Bravo-Teams und die mysteriösen Todesfälle im Raccoon Forest aufgeklärt werden.

## Spielprinzip und Technik
Der Spieler kann in die Rolle von Chris oder Jill schlüpfen. Ziel des Spiels ist, die Verbündeten zu finden und zu retten. Außerdem gilt es, Rätsel zu lösen und dazu Gegenstände zu finden und diese richtig einzusetzen. Dem Spieler stehen im Laufe des Spiels mehrere Waffen zur Verfügung, darunter eine Pistole, Schrotflinte, Revolver, Raketen- und Granatwerfer, Flammenwerfer, Selbstverteidungspistole sowie Spreng-, Brand- oder Säuregranaten.
Die Level wurden neu aufgelegt und an dessen grafische Fähigkeiten der Gamecube angepasst. Auch wurde der Inhalt teilweise stark verändert, was sich besonders im Level-Design bemerkbar macht. Die Storyline des Spiels blieb allerdings grundsätzlich gleich. Es werden zwar nach wie vor vorberechnete Hintergründe benutzt, mit seinerzeit vergleichsweise sehr hohem Detailgrad. Die Grafik erreicht in einigen Spielabschnitten nahezu Fotorealismus. Explizite Neuheiten waren die verschollenen Briefe Trevors, das Kenneth-Sullivan-Videoband, ein zusätzlicher und immer wiederkehrender Gegner namens Lisa Trevor, rennende und wütende Zombies (die sogenannten Crimson Heads, die ihren Namen wegen der scharlachroten Farbe ihrer Köpfe erhielten), Nahkampf-Waffen wie Blendgranaten oder Dolche, Benzinkanister und Feuerzeug um Zombies zu verbrennen, neue Areale (unter anderem ein Friedhof), neue Kostüme, neue Rätsel sowie anders verteilte Gegenstände. Ein anderer Wegeverlauf und 12 Enden kommen dazu.

## Veröffentlichung
Das Spiel wurde 2002 von Capcom für Nintendos GameCube veröffentlicht. 2008 veröffentlichte Capcom in Japan die Portierung dieser Fassung als Resident Evil Remake für Wii. In den USA und in Europa erschien dieses 2009 unter dem Titel Resident Evil Archives.
Am 20. Januar 2015 wurde in Europa und Nordamerika eine Remaster-Version des Spiels für PlayStation 3, PlayStation 4, Xbox One und Windows veröffentlicht, basierend auf der GameCube-Version von 2002. Neben verbesserten Texturen und 1080p-Unterstützung werden ein überarbeiteter Ton, neue Möglichkeiten für den Controller-Input, verbesserte (Modernere) Spielsteuerung und Aktualisierte Seitenverhältnisse (16:9) geboten. Die Remaster-Fassung hat sich bis April 2015 weltweit insgesamt über eine Million Mal verkauft.

## Rezeption
Resident Evil bekam vorwiegend gute Kritiken. Laut Wertungsaggregator Metacritic erreicht das Spiel 91 von 100 Punkten, aufbauend auf 35 Kritiken. Aus 1922 Nutzerbewertungen ergibt sich mit 9,6 aus 10 Punkten ein vergleichbarer Stand. Der Titel belegt im Erscheinungsjahr den dritten Platz der „Most Discussed GameCube Games“ (September 2023). Im Katalog von MobyGames hat der Titel einen „Moby Score“ von 8,5. Basierend auf 71 Kritikermeinungen ergibt sich eine durchschnittliche Bewertung von 86 % (September 2023). Das gelungene Remake biete einige Neuerungen, insbesondere bei der Grafik. Resident Evil sei immer noch ein erstklassiges Horror-Spiel mit einer dichten Atmosphäre. Bemängelt werden zum Teil die Kameraführung und das Inventarmangement.
Gut sechs Jahre nach der ursprünglichen Veröffentlichung besteche die Neuauflage für den GameCube durch eine „Prachtkulisse“, hält Jörg Luibl bei 4Player fest. Die „Hochglanzgrafik“ sei „über jeden Zweifel erhaben“ und erzeuge ein „erstklassiges Horror-Ambiente“. Das „Sahnehäubchen“ sei aber immer noch die „herrliche Rätselkost, die neben spektakulären Schockmomenten für entspanntes Adventure-Feeling“ sorge. Das hervorragende Leveldesign gleiche „selbst den Frust in Sachen Inventar und Steuerung schnell wieder“ aus. Für Kenner des Originals falle vieles natürlich vertraut aus, aber „selbst die finden neue Rätselvarianten, neue Monster und ein aufgepepptes Kampfsystem“.
Für Matt Casamassina von IGN stellt der Titel für sich schon einen „Triumph“ dar, das Remake eine „große Leistung“. Trotz einiger kleiner Mängel, beispielsweise beim Sound, sei Resident Evil eines der „gruseligsten und atmospärischsten“ Videospiele. Sowohl Veteranen als auch Neueinsteiger sollten sich den Titel für den GameCube zulegen. Allerdings falle der Schwierigkeitsgrad hoch aus, selbst im einfachen Spielmodus.
In Resident Evil liege eine „schöne Einfachheit“, die zeige, dass die „besten Mysterien“ keine komplizierte und verschachtelte Geschichte brauchten, wie es bei späteren Ablegern der Reihe der Fall sei. Weiterhin schreibt Kevin VanOrd für GameSpot, die gelungene Neuauflage biete spannende Erkundung, angereichert mit zahlreichen Rätseln. Die eingeschränkte Kamerasicht werde einerseits für eine gekonnte Inszenierung und Bildkomposition eingesetzt, andererseits führe sie regelmäßig zu kleineren Frustmomenten. Der Übergang zwischen verschiedenen Spielbereichen und das Inventarsystem fielen mühselig aus. Während VanOrd im Gesamturteil 7 aus 10 Punkten vergibt (PlayStation 4), urteilt Shane Satterfield in einer weiteren Besprechung für GameSpot positiver mit 8,9 (GameCube).